# 6610 Burwitz
6610 Burwitz (tên chỉ định: 1993 BL3) là một tiểu hành tinh vành đai chính. Nó được phát hiện bởi Akira Natori và Takeshi Urata ở Trạm quan sát JCPM Yakiimo ở Shimizu, Shizuoka, Nhật Bản, ngày 28 tháng 1 năm 1993. Nó được đặt theo tên Vadim Burwitz.